# Premio Carlo Levi
Il premio Carlo Levi è un premio letterario italiano che viene assegnato annualmente nella città di Aliano, in provincia di Matera, ad opere di narrativa italiana e internazionale edite nell'anno di riferimento. 

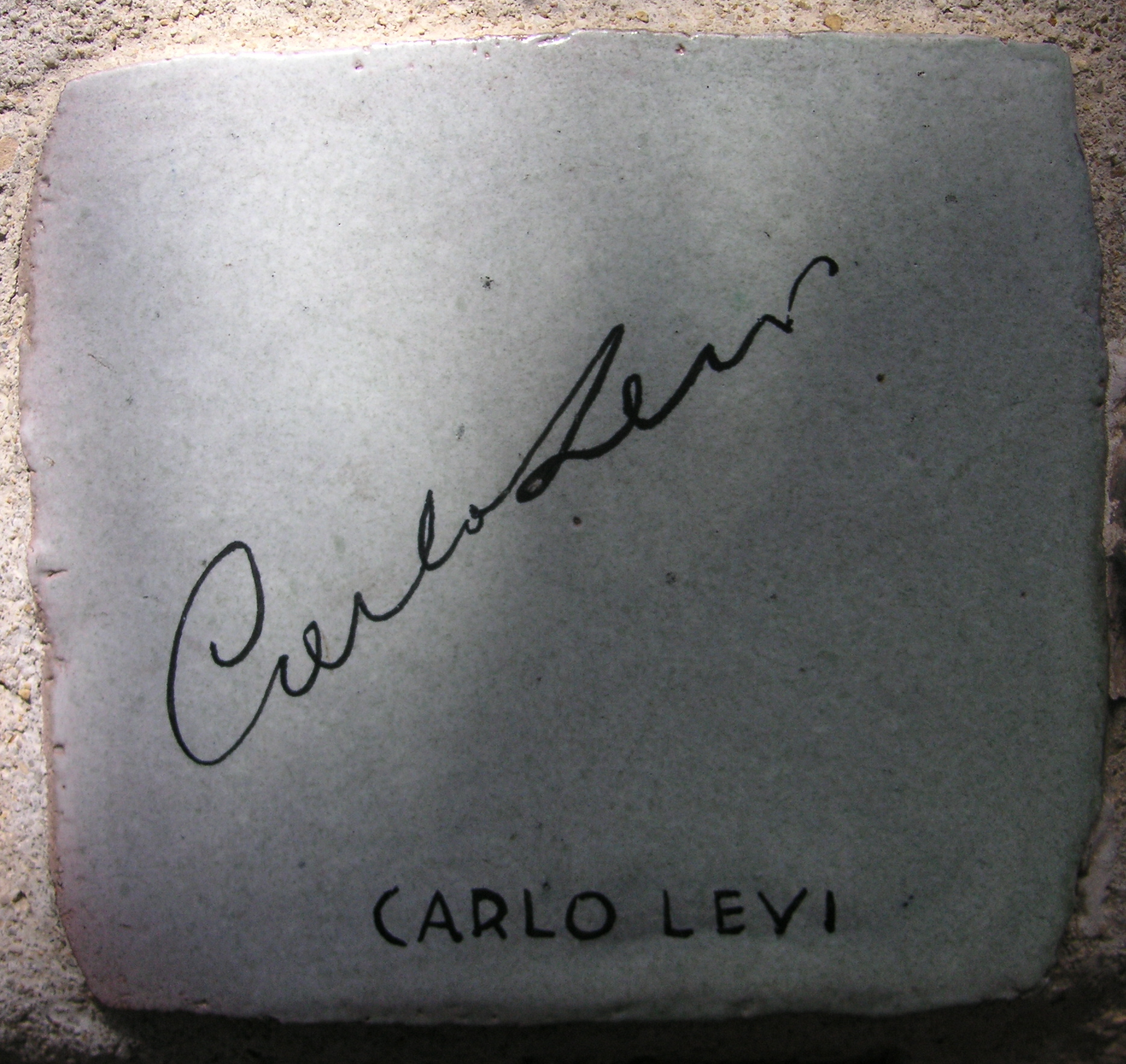

## Storia
Il premio letterario Carlo Levi nasce ad Aliano nel 1988 su iniziativa del Circolo culturale “Nicola Panevino” come omaggio all’autore piemontese, esiliato proprio ad Aliano durante il periodo fascista, dove ambientò il celebre Cristo si è fermato a Eboli e dove fu sepolto nel 1975.
La manifestazione culturale muove i primi passi assegnando il Premio per alcuni anni a tesi di laurea dedicate all’opera letteraria e pittorica di Carlo Levi; a opere di saggistica e letteratura di autori lucani; a personalità di rilievo la cui attività risulta in sintonia con il messaggio leviano.
Divenuto definitivamente Premio Letterario nel 2001, annovera alcuni tra i maggiori scrittori italiani come vincitori: Alberto Bevilacqua, Giuseppe Pontiggia e Ariel Toaff; poi Clara Sereni e Lorenzo Mondo, seguiti da Walter Pedullà, Gianni Riotta e Giovanni Russo, Giorgio Montefoschi, Stefano Rodotà, Giuseppe Lupo, Vincenzo Cerami, Dacia Maraini. 
Negli anni più recenti a ricevere il riconoscimento sono stati anche Vinicio Capossela, Paolo Rumiz, Claudio Martelli, Giuseppe Catozzella ed autori internazionali quali Tahar Ben Jelloun e Dritëro Agolli.
La presenza di personaggi di primo piano nell'ambito della letteratura ha reso il premio, nel corso del tempo, sempre più affermato nel panorama della cultura italiana.

## Regolamento
Il Premio Letterario Carlo Levi comprende cinque Sezioni:
1. Sezione Narrativa Nazionale;
2. Sezione Saggistica Nazionale;
3. Sezione Narrativa/Saggistica Regione Basilicata;
4. Sezione Narrativa/Saggistica Internazionale scrittori perseguitati per la libertà del pensiero;
5. Sezione Tesi di laurea su Carlo Levi.

La Giuria è composta da Raffaele Nigro, Giuseppe Lupo, Pietro Dilenge (Presidente Circolo Culturale “N. Panevino”), Luigi De Lorenzo (Sindaco di Aliano), Antonio Avenoso, Emilio Salierno, Roberto Rizzo.